# Sex & Lies in Sin City
Sex & Lies in Sin City ist ein 2008 erstmals ausgestrahlter US-amerikanischer Fernsehfilm des Regisseurs Peter Medak. Er basiert auf dem Buch Murder in Sin City von Jeff German (1953–2022), das die Ereignisse rund um den Tod des Casinobesitzers Ted Binion behandelt.
Der Film wurde für den amerikanischen Sender Lifetime produziert. In den Hauptrollen spielten Matthew Modine, Mena Suvari, Marcia Gay Harden und Johnathon Schaech.

## Handlung
Ted Binion, Eigentümer des Binion Horseshoe, lernt die Stripperin Sandy kennen. Nachdem der drogensüchtige Ted schließlich an einer Überdosis gestorben ist, werden seine Freundin Sandy und ihr Geliebter Rick im Laufe des Films des Mordes an Ted beschuldigt. Da sie sich auch anscheinend an den sieben Millionen Dollar in Silberbarren des Verstorbenen bereichern wollen, werden sie wegen Mordes und Diebstahls verurteilt. Nach vier Jahren kommt es zu einer Revision des Prozesses, wo sich herausstellt, dass die vermeintlichen Zeugen bestochen worden waren.

## Kritik
„Solide inszeniertes, in etlichen Rückblenden erzähltes und gut gespieltes Kriminaldrama nach einem authentischen Fall, das einen Blick hinter die Kulissen der amerikanischen Spielermetropole wirft.“